# Aardebaan

Dwarsdoorsnede van een spoorbaan inclusief ondergrond

De aardebaan is een deel van een baanlichaam van een weg of spoorweg dat ervoor zorgt dat de krachten van het verkeer naar de ondergrond worden afgedragen. Daarnaast heeft de aardebaan een afwaterende functie, regenwater moet kunnen draineren naar een naastgelegen waterafvoer. Boven de aardebaan wordt eventueel een fundering aangelegd. Daarop kan de wegverharding of bovenbouw van een spoorweg aangebracht.
Bij een voldoende draagkrachtige bodem kan een aardebaan direct worden aangebracht op het maaiveld. Daarnaast kan een aardebaan worden aangebracht ter vervanging van een niet-draagkrachtige ondergrond. Hiertoe wordt de ondergrond tot een zekere diepte afgegraven; een dergelijke afgraving vormt een cunet dat later opgevuld wordt met stabiel materiaal, bijvoorbeeld zand.
Het materiaal van de aardebaan moet waterdoorlatend en dus grofkorrelig zijn om water af te kunnen voeren. De onderzijde van de aardebaan heeft daarom een afschot; het loopt dus enigszins af in de richting van de waterafvoer, doorgaans een sloot langs de spoorlijn.